# Freaky Friday : Dans la peau de ma mère
Série Freaky Friday
Encore dans la peau de ma mère
(2025)
Pour plus de détails, voir Fiche technique et Distribution.
Freaky Friday : Dans la peau de ma mère ou Un vendredi dingue, dingue, dingue au Québec (Freaky Friday) est un film américain réalisé par Mark Waters et sorti en 2003. Il s'agit d'une adaptation du roman éponyme de Mary Rodgers, publié en 1972.
Le roman a déjà été porté à l'écran avec le film Un vendredi dingue, dingue, dingue sorti en 1976 avec dans les principaux rôles, Barbara Harris et Jodie Foster. Un téléfilm intitulé Un vendredi de folie avec Shelley Long et Gaby Hoffmann produit par Walt Disney Television est diffusé en 1995, notamment sur le réseau national ABC. Une suite, Freaky Friday 2 : Encore dans la peau de ma mère sort en France, le 6 août 2025.

## Synopsis
Tess Coleman (Jamie Lee Curtis), brillante psychologue qui vient de publier un livre sur sa théorie de la vie des personnes âgées, et sa fille Anna (Lindsay Lohan), élève de seconde au lycée qui passe son temps entre les retenues et son groupe de musique, ont des relations conflictuelles. La veille du mariage de Tess, la mère et la fille voient leurs corps échangés à la suite de l'intervention d'une vieille Chinoise. Au cours d'un vendredi effrayant (Freaky Friday), mère et fille vivent la vie l'une de l'autre.
Tess s'empresse de donner une image plus studieuse et appliquée de sa fille auprès de ses professeurs. Elle essaye même de la faire se réconcilier avec une ancienne amie, qui lui fait aussitôt un coup bas. Anna décide quant à elle de donner un aspect plus cool à sa mère, en changeant de look et de coupe de cheveux. Chacune de son côté, la mère et la fille réalisent que les choses ne peuvent pas se passer comme elles le souhaitent.

## Fiche technique
- Titre original : Freaky Friday
- Titre français : Freaky Friday ; Freaky Friday : Dans la peau de ma mère (titre complet)
- Titre québécois : Un vendredi dingue, dingue, dingue
- Réalisation : Mark Waters
- Scénario : Heather Hach, Leslie Dixon, d'après le roman Un vendredi dingue, dingue, dingue de Mary Rodgers
- Musique : Rolfe Kent
- Directeur artistique : Maria L. Baker[Note 1]
- Chef décorateur : Cary White
- Décorateur de plateau : Barbara Haberecht
- Costumes : Genevieve Tyrrell
- Directeur de la photographie : Oliver Wood
- Montage : Bruce Green
- Production : Andrew Gunn
  - Producteur délégué : Mario Iscovich
  - Coproducteur : Ann Marie Sanderlin
- Sociétés de production : Walt Disney Pictures, Casual Friday Productions et Gunn Films
- Sociétés de distribution : Buena Vista Pictures Distribution, Gaumont Buena Vista International (France)
- Budget : 26 000 000 $ US[1]
- Pays de production :  États-Unis
- Langue originale : anglais
- Format : couleur (technicolor) – 35 mm – 1,85:1 – SDDS – Dolby Digital – DTS
- Genre : comédie et fantastique
- Durée : 97 minutes
- Dates de sortie :
  - États-Unis : 4 août 2003 (avant-première à Hollywood)
  - États-Unis : 6 août 2003 (sortie nationale)
  - Suisse romande : 10 décembre 2003
  - Belgique : 17 décembre 2003
  - France : 24 décembre 2003

## Distribution
- Jamie Lee Curtis (VF : Véronique Augereau ; VQ : Madeleine Arsenault) : Tess Coleman
- Lindsay Lohan (VF : Karine Foviau ; VQ : Camille Cyr-Desmarais) : Anna Coleman
- Mark Harmon (VF : Patrick Poivey ; VQ : Alain Zouvi) : Ryan
- Harold Gould (VF : Marc Moro ; VQ : Yves Massicotte) : Grand-père
- Chad Michael Murray (VF : Maël Davan-Soulas ; VQ : Thiéry Dubé) : Jake
- Stephen Tobolowsky (VF : Joël Martineau ; VQ : Carl Béchard) : M. Bates
- Christina Vidal (VF : Natacha Muller ; VQ : Bianca Gervais) : Maddie
- Ryan Malgarini (en) (VF : Kévin Sommier ; VQ : Léo Caron) : Harry Coleman
- Haley Hudson (en) (VF : Jason Ciarapica ; VQ : Geneviève Désilets) : Peg
- Rosalind Chao (VF : Stéphanie Lafforgue ; VQ : Julie Burroughs) : Pei-Pei
- Lucille Soong (VF : Anne-Marie Haudebourg) : Mère de Pei-Pei
- Willie Garson (VF : Pierre Tessier ; VQ : Jacques Lavallée) : Evan
- Dina Waters (VF : Véronique Alycia ; VQ : Élise Bertrand) : Dottie Robertson
- Julie Gonzalo (VF : Karine Texier ; VQ : Aline Pinsonneault) : Stacey Hinkhouse
- Heather Hach : la professeure de sport
- Danny Rubin (VF : Emmanuel Guttierez) : Scott, le bassiste
- Cayden Boyd : un ami de Harry
- Marc McClure : Boris
- Mary Ellen Trainor : la patiente qui lit le journal intime de sa fille
- Erica Gimpel (VF : Brigitte Berges ; VQ : Catherine Proulx-Lemay) : l'institutrice de Harry

## Accueil

### Accueil critique
Sur l'agrégateur américain Rotten Tomatoes, le film récolte 88 % d'opinions favorables pour 154 critiques. Sur Metacritic, il obtient une note moyenne de 70⁄100 pour 36 critiques.
En France, le site Allociné propose une note moyenne de 3,2⁄5 à partir de l'interprétation de critiques provenant de 12 titres de presse.

### Box-office
| Zone géographique             | Box-office      | Nbre de sem. | Classement TLT | Date        |
| ----------------------------- | --------------- | ------------ | -------------- | ----------- |
| Box-office Mondial            | 160 846 332 $   | -            | -              | Total       |
| Box-office États-Unis/ Canada | 110 230 332 $   | -            | 286e           | Total       |
| Box-office France             | 517 657 entrées | 3 sem.       | -              | au 13/01/04 |
| Box-office Paris              | 124 999 entrées | 3 sem.       | -              | au 13/01/04 |
| Box-office Suisse             | 151 154 entrées | -            | -              | Total       |